# Младен Босич
Младен Босич (на сръбски: Младен Босић) е политик от Република Сръбска, председател на Сръбската демократическа партия в Босна и Херцеговина.

## Биография
Младен Босич е роден на 24 май 1961 година в град Бръчко, Босна и Херцеговина. Основното и средно образование завършва в своя роден град. Дипломира се в Електротехническия факултет към Белградския университет.